# پیمان بی‌طرفی ژاپن و شوروی

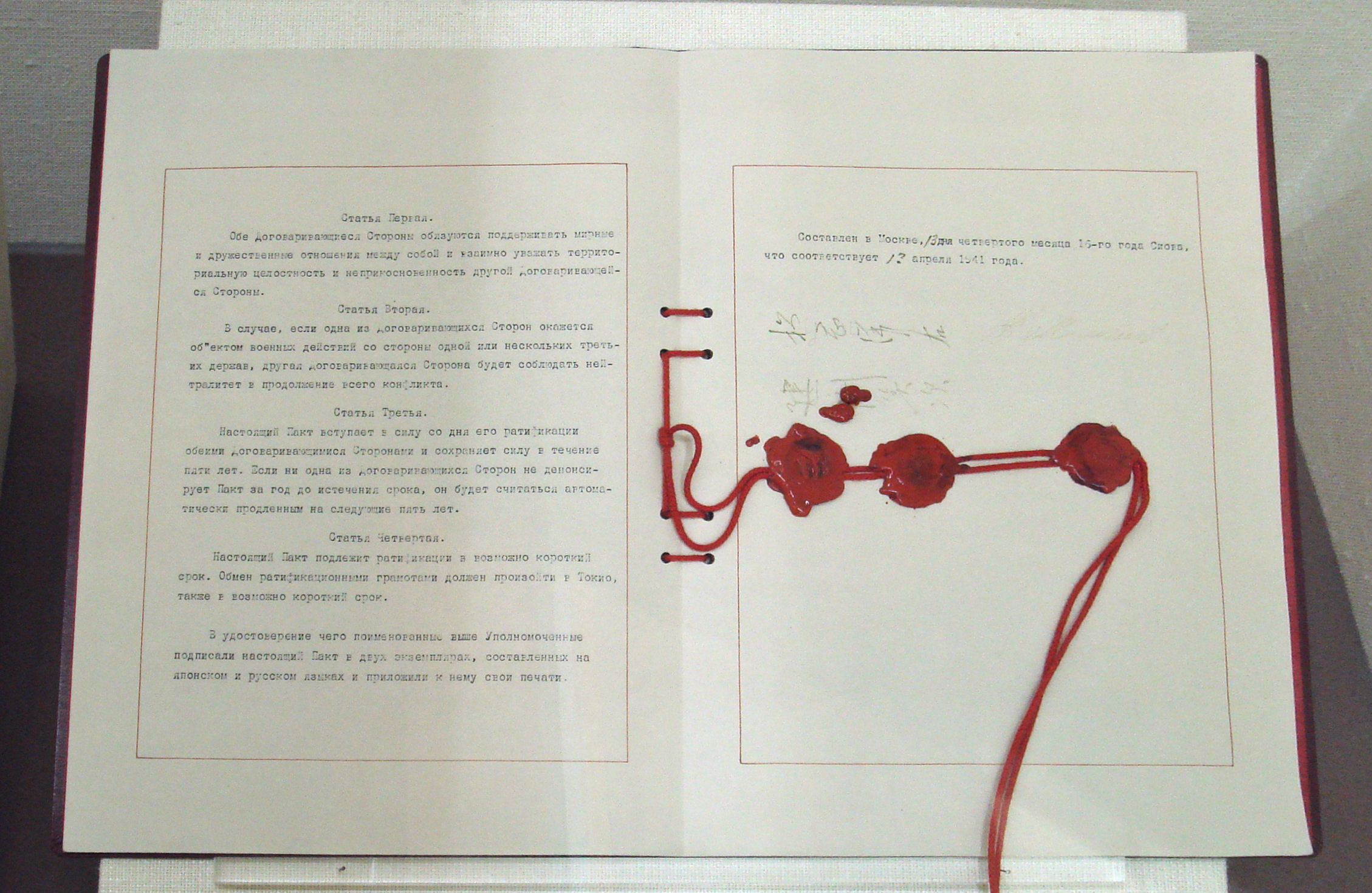
پیمان بیطرفی ژاپن و شوروی در، ۱۳ آوریل ۱۹۴۱

پیمان بی‌طرفی ژاپن و شوروی (به ژاپنی: 日ソ中立条約) که به آن معاهده عدم تعرض بین اتحاد جماهیر شوروی سوسیالیستی و امپراتوری ژاپن گفته می‌شود این پیمان در ۱۳ آوریل ۱۹۴۱ در پی نبرد خالخین گل بین دو کشور منعقد شد تا حین جنگ جهانی دوم اتخاذ بی‌طرفی کنند و دو کشور در آن شرکت کردند.

## پیشینه نبرد
در ۲۷ ژوئن نیروی هوایی ژاپن به پایگاه هوایی نیروی هوایی شوروی در خاک مغولستان حمله کرد. این حمله به فرمان ارتش کانتوگون و بدون هماهنگی با سر فرماندهی ارتش ژاپن در توکیو بود. با اطلاع از این اتفاق فرماندهان ارتش ژاپن بی درنگ به نیروی هوایی دستور دادند تا از هر گونه حمله دیگر به مواضع ارتش شوروی خودداری کنند.
در ژوئیه نیروهای ژاپن تهاجم خود را در دو جهت و با عبور از رودخانه آغاز کردند و توانستند تا حدی در سمت غربی رود پیش‌روی کنند. ژوکوف برای جلوگیری از پیش‌روی ژاپنی‌ها نیرویی شامل ۴۵۰ عراده تانک و خودرو زره‌پوش را برای مقابله گسیل داشت. این نیرو علی‌رغم آنکه از پشتیبانی پیاده‌نظام برخوردار نبود اما توانست ضربه سختی به ژاپنی‌ها وارد سازد و نیروهای ژاپنی را تقریباً محاصره کند. ژوکوف که نیروهایش قریب به ۸۰۰ کیلومتر از مراکز آذوقه و مهمات خود دور شده بودند ناوگانی از ۲٬۶۰۰ کامیون را به لجستیک و پشتیبانی اختصاص داد اما در طرف مقابل ژاپنی‌ها که توان موتوری بالایی نداشتند از کمبود ارزاق عمومی رنج می‌بردند. در ۲۴ ژوئیه ژاپنی‌ها یک تهاجم همه‌جانبه دیگر را برای اشغال پل کاواتاما آغاز کردند. تا این زمان ژاپنی‌ها با وجود دادن ۵٬۰۰۰ نفر تلفات هیچ موفقیت خاصی کسب نکرده بودند و در مقابلشان ارتش شوروی با وجود تلفات بیشترش توانسته بود از پیش‌روی ژاپنی‌ها جلوگیری کند که به دلیل برتری عددی روس‌ها جایگزینی این تلفات کار سختی نبود.
در ساعت ۵:۴۵ دقیقه روز ۲۰ اوت نیروهای شوروی سکوت میدان نبرد را شکستند و در اولین تهاجم هوایی تاریخ شوروی ۵۵۷ جنگنده و بمب افکن به همراه آتش توپخانه نیروهای ژاپنی را بمباران کردند. نیروهای شوروی به سرعت از رود گذشتند و در حالی که پیاده‌نظام مشغول درگیری با نیروهای ژاپنی بود تانک‌های روسی میدان نبرد را دور زده و با یک حرکت گازانبری در ۲۵ اوت به روستای نومونهان رسیدند. به این صورت ژاپنی‌ها به محاصره افتادند و حملاتشان در ۲۶ و ۲۷ اوت برای شکستن حلقه محاصره بی‌نتیجه ماند، ژاپنی‌ها که هنوز هم از تسلیم خودداری می‌کردند زیر آتش شدید توپخانه و نیروی هوایی شوروی در ۳۱ اوت به صورت کامل نابود شدند.
فرماندهان ارتش ژاپن که نمی‌توانستند این شکست را بپذیرند دست در کار تهیه یک ضد حمله بودند که فرمان آتش‌بس صادر شدو در ۱۳ آوریل ۱۹۴۱ بعد از نبرد خالخین گل پیمانی بین دو کشور امضا شد که حین جنگ جهانی دوم اتخاذ بی‌طرفی کنند.